# Dindaspur
Dindaspur es una ciudad censal situada en el distrito de Varanasi en el estado de Uttar Pradesh (India). Su población es de 6352 habitantes (2011). 

## Demografía
Según el censo de 2011 la población de Dindaspur era de 6352 habitantes, de los cuales 3312 eran hombres y 3040 eran mujeres. Dindaspur tiene una tasa media de alfabetización del 69,58%, superior a la media estatal del 67,68%: la alfabetización masculina es del 77,65%, y la alfabetización femenina del 60,73%.